# José Macas
José Macas – ekwadorski zapaśnik walczący w obu stylach. Brązowy medalista igrzysk boliwaryjskich w 1993. Piąty na mistrzostwach Ameryki Płd. w 1990 roku. Trener zapasów.